# Porrhomma pallidum affinis
Porrhomma pallidum affinis is een spinnensoort in de taxonomische indeling van de hangmatspinnen (Linyphiidae).
Het dier behoort tot het geslacht Porrhomma. De wetenschappelijke naam van de soort werd voor het eerst geldig gepubliceerd in 1940 door František Miller & Josef Kratochvíl.